# Manifestations de 2024 au Mozambique
Les manifestations de 2024 au Mozambique surviennent depuis le 11 octobre 2024 lorsque des manifestants au Mozambique organisent des manifestations contre les résultats des élections générales mozambicaines de 2024.

## Contexte
Des élections générales ont lieu au Mozambique le 9 octobre 2024 pour élire le président, les 250 membres de l'Assemblée de la République et les membres des dix assemblées provinciales.
Le parti au pouvoir, le FRELIMO, de plus en plus marqué par des craintes d'autoritarisme et d'impunité croissantes dans le contexte des controverses entourant les élections municipales de 2023 et les élections générales de 2019, est déclaré vainqueur des élections et son chef, Daniel Chapo, est proclamé président élu. Cette affirmation est contestée par Venâncio Mondlane, son parti PODEMOS affirmant que Mondlane a reçu 53% des voix en se basant sur les données de ses observateurs électoraux. Le résultat est également remis en question par la Conférence épiscopale du Mozambique (en) et l'Union européenne, tandis que des manifestations meurtrières éclatent à la suite des résultats des élections, avec au moins 250 morts, principalement des manifestants tués par la police et les forces armées.

## Déroulement

### Octobre
Le 11 octobre, alors que le décompte des voix est en cours, Venâncio Mondlane menace de lancer une grève nationale si le FRELIMO déclare sa victoire. Le même jour, des observateurs de l'Union européenne et du Parlement européen exigent que les autorités électorales centrales publient tous les détails du scrutin dans tous les bureaux de vote. Bien qu'elles aient les données en leur possession, les autorités électorales centrales refusent de le faire. Les observateurs de l'UE déclarent plus tard qu'il y a eu "des irrégularités lors du décompte et une altération injustifiée des résultats des élections au niveau des bureaux de vote et des districts". Mondlane fixe ensuite le début de la manifestation au 21 octobre. Le 16 octobre, quatre personnes sont arrêtées lors d'une marche dirigée par Mondlane à Nampula. Des observateurs de l'International Republican Institute basé aux États-Unis notent également des cas d'intimidation des électeurs, d'achat de voix et de gonflement des listes électorales dans les bastions du FRELIMO.
Le 14 octobre, Lutero Simango (en) et le Mouvement démocratique du Mozambique (MDM) annoncent qu'ils rejetteront tout décompte officiel des voix en raison de "nombreuses irrégularités et manipulations" et qu'ils contesteront officiellement l'élection devant les tribunaux. L'un des principaux problèmes du MDM concernant l'élection est l'arrestation sans inculpation d'un de ses électeurs dans un bureau de vote de Ribáuè (en). Le MDM annonce également qu'il procède à un décompte parallèle des voix qu'il publiera lorsque le résultat officiel du scrutin sera publié à des fins de comparaison.
Le 16 octobre, le procureur général du Mozambique (en) convoque Venâncio Mondlane pour violation de la Constitution mozambicaine, arguant que Mondlane et ses partisans ont commis "des délits électoraux, des irrégularités, des délits de droit commun et des violations des normes éthiques et électorales". Mondlane revendique une victoire que le procureur général qualifie d'"incitation à la violence et au désordre public". Mondlane publie également les résultats de son décompte parallèle des voix que le procureur général qualifie de "comportement violant les principes et normes éthiques et électoraux".
Le 17 octobre, l'écrivain angolais José Eduardo Agualusa critique Venâncio Mondlane pour son "attitude peu mature démocratique" et affirme que Mondlane essaye de "subvertir la constitution". Agualusa appelle également le gouvernement au pouvoir à tenir Mondlane "responsable de ses déclarations" et déclare que sa bonne performance, même s'il n'a pas gagné, est "la grande révolution" de l'époque actuelle et qu'en tant que tel, il doit être plus responsable. Agualusa déclare également que "la RENAMO, en fait, est la grande perdante de ce processus".
La police mozambicaine signale que le jour du scrutin, 38 cas de délits électoraux sont commis, entraînant l'arrestation de 37 personnes. Elle signale également 60 délits électoraux ayant entraîné 39 arrestations entre le 24 août et le 6 octobre. Le 18 octobre, Elvino Dias, avocat travaillant pour PODEMOS et l'un des conseillers de Mondlane, est abattu dans sa voiture en même temps que le porte-parole du parti, Paulo Guambe, par des agresseurs non identifiés à Maputo. Au moment de sa mort, Dias s'apprêtait à soumettre une plainte à la Cour constitutionnelle pour contester le résultat. Mondlane accuse les forces de sécurité d'être responsables, tandis que l'UE, l'Union africaine, les États-Unis et le Portugal condamnent ces meurtres. Le 21 octobre, la police tire des gaz lacrymogènes sur Mondlane alors qu'il donne des interviews sur le lieu des meurtres de Dias et Guambe. Mondlane déclare que la police a tenté de l'empêcher de sortir pour participer aux manifestations. Des manifestations éclatent également à Maputo, Beira, Nampula et dans la province de Gaza le même jour dans le cadre de la manifestation appelée par Mondlane, entraînant l'arrestation de six personnes et blessant 16 personnes, dont deux journalistes,.
Le 23 octobre, les observateurs de l'Union européenne publient une déclaration selon laquelle le gouvernement a procédé à des "altérations injustifiées" et que les résultats des élections ont été falsifiés en faveur du FRELIMO, tandis que le Département d'État américain exige une enquête et rejette la violence politique. En outre, la Conférence épiscopale du Mozambique exhorte les responsables électoraux à ne pas "certifier un mensonge", l'archevêque Inácio Saure (en) déclarant que certifier Chapo comme vainqueur est un "mensonge" et une "fraude" tout en affirmant que "le Mozambique ne doit pas retomber dans la violence."
Le 24 octobre, les obligations en dollars du Mozambique chutent en raison d'une vente massive alors que l'opposition appelle à une "révolution". Le 24 octobre également, Chapo dénonce les manifestations, affirmant que "[le FRELIMO] est un parti organisé qui prépare ses victoires".
Le 25 octobre, des émeutes éclatent dans tout le pays après que le gouvernement annonce la victoire de Chapo et ferme le poste frontière avec l'Afrique du Sud à Ressano Garcia (en). Des barrières de fortune bloquent les routes principales de Maputo, les manifestants affirmant qu'ils n'ont "rien à perdre" en raison de la mauvaise situation économique du pays depuis que TotalEnergies SE a retardé la construction d'une usine de gaz naturel de 20 milliards de dollars en raison de l'insurrection de Cabo Delgado. Mondlane déclare lors d'une retransmission en direct que les résultats des élections de 71% en faveur de Chapo sont "totalement absurdes" et que "la révolution est arrivée… Le moment est venu". Au cours de ces émeutes, les forces de sécurité mozambicaines tuent au moins 11 manifestants et utilisent des balles réelles et des gaz lacrymogènes pour disperser la foule, ce qui suscite de vives critiques de la part de Human Rights Watch. En outre, 50 autres personnes sont blessées et plus de 400 manifestants sont arrêtés sur une période de deux jours, du 24 au 25 octobre.
Le 27 octobre, PODEMOS dépose officiellement un recours auprès du Conseil constitutionnel contre les résultats,.
Le 28 octobre, Mondlane appelle à la formation d'un "gouvernement d'unité nationale" rival, composé de tous les partis d'opposition, pour former un front uni contre le FRELIMO. Tous les partis d'opposition, à l'exception de la RENAMO, rejoignent cette coalition, y compris la Nouvelle Démocratie et le MDM.
Le président sortant Filipe Nyusi exhorte les habitants à rester chez eux en raison des manifestations. Le 29 octobre, Mondlane appelle à une grève d'une semaine et à une marche de 4 millions de personnes sur Maputo le 7 novembre pour submerger les autorités mozambicaines face à l'ampleur de la manifestation. Les manifestations du 7 novembre donnent également lieu à des affrontements avec la police. Mondlane fuit également le Mozambique et déclare qu'il n'est pas en Afrique. Mondlane affirme que 1,5 million de manifestants participent au rassemblement à Maputo le 7 novembre.
Le 31 octobre, la RENAMO annonce qu'elle se prépare à publier son décompte parallèle des voix, affirmant avoir remporté le vote populaire dans deux provinces. Son chef, Ossufo Momade, accuse également le FRELIMO de fraude et affirme avoir remporté les élections. En outre, Amnesty International appelle les autorités mozambicaines à cesser de recourir à la force meurtrière contre les manifestants. Elle accuse également le gouvernement de bloquer l'accès à Internet et aux sites Internet des médias.

### Novembre
Le 5 novembre, le ministre de la Défense Cristóvão Artur Chume (en) qualifie les manifestations de tentative de renversement du gouvernement et déploie l'armée pour rétablir l'ordre. Le gouvernement sud-africain ferme le poste frontière de Lebombo avec le Mozambique à la suite de violentes manifestations et de barricades du côté mozambicain,. Quinze fonctionnaires du poste frontière mozambicain fuient vers l'Afrique du Sud pour chercher refuge face à la violence. Au 6 novembre, Human Rights Watch (HRW) dénombre au moins 30 morts depuis le début des manifestations, tandis que le Centre pour la démocratie et les droits de l'homme estime le nombre de morts à 34. Le gouvernement déclare qu'un policier a également été tué. HRW déclare plus tard qu'au moins dix enfants figurent parmi les morts.
Le 6 novembre, le Conseil constitutionnel donne 72 heures à la CNE pour expliquer les écarts dans le nombre de votants lors de l'élection, avec environ 170 000 "faux votes" en faveur du FRELIMO. De plus, le barreau mozambicain publie une déclaration selon laquelle l'annulation des élections est "l'une des équations qui devraient être sur la table" dans le dialogue visant à mettre fin à la violence.
Le 7 novembre, au moins trois personnes sont tuées et 66 autres blessées lors des nouvelles manifestations à Maputo. Plusieurs cas de pillage sont signalés.
Le 8 novembre, les évêques catholiques d'Afrique du Sud, du Botswana et d'Eswatini écrivent une lettre demandant aux "autorités de s'attaquer aux causes du mécontentement" et de "respecter la volonté du peuple mozambicain" et appellent la Communauté de développement d'Afrique australe à intervenir. Mondlane déclare également que les manifestations se poursuivront jusqu'à ce que les résultats des élections soient annulés. En outre, le MDM appelle au recomptage de tous les votes ou à une répétition des élections afin de rétablir la "justice électorale".
Le 12 novembre, Mondlane appelle à une manifestation nationale de trois jours "aux frontières, dans les ports et dans les capitales provinciales. Dans les 11 capitales provinciales", tout en dénonçant les accusations du gouvernement selon lesquelles il essaye d'organiser un coup d'État, déclarant : "Si nous avions voulu faire un coup d'État, nous l'aurions fait." Le 15 novembre, le gouvernement interdit les manifestations. Il intente également une action en justice contre Mondlane pour les dommages subis pendant les manifestations, évalués à plus de 30 millions de meticais.
Le groupe régional de surveillance et d'observation Election Resource Centre Africa critique la conduite du gouvernement au cours des manifestations, rappelant au gouvernement ses engagements envers les Principes et directives de la SADC régissant les élections démocratiques, qui obligent le gouvernement mozambicain à prendre toutes les mesures et précautions nécessaires pour prévenir la violence politique.
La SADC convoque un sommet extraordinaire sur le Mozambique le 20 novembre à Harare, au Zimbabwe.
Au 22 novembre, six policiers sont tués et 69 autres blessés, tandis que le bilan des morts parmi les manifestants continue d'augmenter, certains des manifestants abattus par la police n'ayant que 16 ans.
Le 23 novembre, Mondlane cède finalement et émet ses conditions pour des pourparlers avec le gouvernement, qui incluent l'abandon de toutes les poursuites judiciaires contre lui, la libération de tous ceux qui ont été arrêtés pour avoir participé aux manifestations et une mesure en 20 points pour le "rétablissement de la vérité électorale" qui créera un mécanisme de responsabilité pénale et civile pour ceux impliqués dans la falsification du processus électoral.
Le 24 novembre, les gouvernements des États-Unis, du Royaume-Uni, du Canada, de la Norvège et de la Suisse condamnent conjointement l'escalade de la violence contre les civils au Mozambique et exigent une enquête sur la mort de 67 civils. Human Rights Watch signale qu'au moins 10 des morts son des enfants et que la détérioration des conditions de sécurité empêche des milliers d'élèves d'aller à l'école. Les évêques du Mozambique désignent le 24 comme Journée nationale de prière pour la paix et la réconciliation.
Les conditions posées par Mondlane pour mettre fin aux manifestations ne sont jamais respectées et il boycotte donc une réunion avec Chapo le 27 novembre et préfère diffuser en direct la rencontre avec ses partisans.
Le 28 novembre, une vidéo d'un véhicule blindé des Forces armées de défense du Mozambique renversant un manifestant devient virale alors que l'armée continue d'utiliser la force meurtrière pour dégager les barricades des capitales provinciales, deux manifestants étant abattus à Nampula la veille.

### Décembre
Le 2 décembre, Mondlane appelle à la poursuite des manifestations pendant "deux à trois mois" supplémentaires afin que "le pays devienne irréalisable [à gouverner]", le bilan des morts atteignant désormais 67, et donne une interview à la BBC où il affirme avoir passé un certain temps pendant les premières phases des manifestations à se cacher en Afrique du Sud en raison de menaces crédibles contre sa vie. Mondlane déclare également que si le FRELIMO ne cède pas aux manifestants, il se présentera à nouveau aux élections générales mozambicaines de 2029.
Le 23 décembre, la Cour constitutionnelle confirme la victoire du FRELIMO aux élections. Les manifestations contre cette annonce font au moins 125 morts (dont au moins 33 prisonniers tués lors d'affrontements avec le personnel pénitentiaire alors qu'ils tentent de s'évader). Mondlane refuse de reconnaître la décision et déclare qu'il tiendra son investiture en tant que président le 15 janvier 2025. Le 27 décembre, les forces de sécurité du gouvernement reprennent le contrôle des routes de la capitale après des jours d'émeutes et de pillages. Dans d'autres villes, de violentes attaques contre des commissariats de police et des postes de péage sont signalées. Entre 1 500 et 2 500 détenus ont pu s'évader d'une grande prison au milieu des troubles. Le journaliste Dominic Johnson fait valoir que la situation au Mozambique reste critique et que la violence risque de dégénérer en guerre civile.